# Gelehrte Estnische Gesellschaft
Die Gelehrte Estnische Gesellschaft (estnisch: Õpetatud Eesti Selts) ist die älteste wissenschaftliche Gesellschaft Estlands. Ihre Aufgabe ist die Erforschung der Sprache, Kultur und Literatur der Esten, dabei vor allem die Bereiche Philologie, Literaturwissenschaft, Volkskunde, Ethnographie, Archäologie, Geschichte, Kunstgeschichte und Numismatik.

## Geschichte
Die Gelehrtengesellschaft wurde am 18. Januar 1838 in Dorpat (estnisch: Tartu) von den Universitätsprofessoren Friedrich Georg von Bunge (Jura), Alexander Friedrich von Hueck (Anatomie) und Friedrich Karl Hermann Kruse (Geschichte), dem Arzt und Schriftsteller Friedrich Robert Fählmann sowie dem Lektor für estnische Sprache, Dietrich Heinrich Jürgenson, gegründet. Sitz der Gesellschaft war die Kaiserliche Universität zu Dorpat, die heutige Universität Tartu.
Von herausragender Bedeutung während der ersten Jahre war die Veröffentlichung des estnischen Nationalepos Kalevipoeg mit deutscher Übersetzung durch die Sitzungsberichte der Gesellschaft in den Jahren von 1857 bis 1861.
Ab etwa 1860 verlagerte sich das Tätigkeitsfeld fort von der Volksaufklärung hin zur wissenschaftlichen Untersuchung der estnischen Kultur und Sprache. Neben der Sammlung mündlicher Überlieferungen und Volksdichtung spielte auch die Sammlung der Gesellschaft an Objekten der estnischen Geschichte und archäologischen Funden eine große Rolle. Diese Sammlung gilt heute als eine der Bestandsgrundlagen des Estnischen Nationalmuseums.
In der zweiten Hälfte des 19. Jahrhunderts zählte die Gesellschaft bereits über 300 Mitglieder. Inzwischen schlossen sich neben Deutsch-Balten auch immer mehr Esten an. Gesellschaftliche und auch universitäre Konflikte führten dazu, dass die Gelehrte Estnische Gesellschaft sich zu Beginn des Ersten Weltkriegs auflöste. Die Neugründung erfolgte 1919 unter der estnischen Nationaluniversität von Tartu.
Während der sowjetischen Herrschaft in Estland wurde die Gesellschaft in den späten 1940er Jahren zuerst der Akademie der Wissenschaften der Estnischen Sozialistischen Sowjetrepublik unterstellt, um im Juni 1950 ganz aufgelöst zu werden.
Am 10. Oktober 1988 erfolgte die Wiedergründung. Heute zählt die Gelehrte Estnische Gesellschaft rund 100 Mitglieder und Ehrenmitglieder. Von 1996 bis 2008 war Tiit Rosenberg, Professor für Estnische Geschichte, Präsident der Gesellschaft; seit dem 23. Januar 2008 der Archäologe Heiki Valk und seit dem 29. Januar 2014 Professorin der Rechtsgeschichte Marju Luts-Sootak.

## Personen

### Präsidenten
- 1838–1840: Carl Gehewe (1796–1856).
- 1840–1842: Alexander Friedrich von Hueck (1802–1842)
- 1843–1850: Friedrich Robert Faehlmann (1798–1850)
- 1851–1853: Carl Reinthal (1797–1872)
- 1853–1856: Gustav Santo (1802–1856)
- 1856–1859: Carl von Bruiningk (1804–1869)
- 1859–1860: Ewald Tobien (1811–1860)
- 1860–1861: Theodor Beise (1818–1878)
- 1861–1864: Carl Schirren (1826–1910)
- 1864–1867: Johannes Engelmann (1832–1912)
- 1867–1869: Eduard Winkelmann (1838–1896)
- 1869–1899: Leo Meyer (1830–1910)
- 1899–1912: Wolfgang Schlüter (1848–1919)
- 1912–1914: Adalbert Volck (1868–1948) [2][3]
- 1919–1921: Arnold Hasselblatt (1852–1927)
- 1922–1927: August Westrèn-Doll (1882–1961)
- 1928–1929: Walter Anderson (1885–1962)
- 1930–0000: Julius Mark (1890–1959)

### Ehrenmitglieder
| Name | Seit             | Bis / Tod | Fundstelle in den Sitzungsberichten         |
| --- | ---------------- | --------- | ------------------------------------------- |
| Nikolai Anderson, Professor in Kasan | 1892             | † 1905    | 1900                                        |
| Johannes Reinhold Aspelin, Professor und Staatsarchäologe in Helsingfors                                                                           | 1887             | † 1915    | 1890, 1900, 1905, 1910                      |
| August Bielenstein, Pastor in Doblen | 1887             | † 1907    | 1890, 1900, 1905                            |
| Hermann von Bruiningk, Ritterschaftssekretär in Riga                                                                                               | 1887             | † 1927    | 1900, 1905, 1910                            |
| Woldemar Graf von dem Broel-Plater auf Dombrowitza in Wolhynien                                                                                    | 1876             | † 1911    | 1890, 1900, 1905, 1910, 1911 (Todesmeldung) |
| Anton Buchholtz in Riga | 1896 (lt. BBLD)  | † 1901    | 1900                                        |
| Johannes Engelmann, Jurist | 1861. resp. 1910 | † 1912    | 1910                                        |
| Richard Hausmann, Prof. emer. | 1871, resp. 1896 | † 1918    | 1900, 1905, 1910                            |
| Jakob Hurt, Pastor in St. Petersburg | 1887             | † 1907    | 1890, 1900, 1905                            |
| Georg Alexander zu Mecklenburg, in St. Petersburg                                                                                                  | 1883             | † 1909    | 1890, 1900, 1905                            |
| Friedrich von Meyendorff, livländischer Landmarschall in Riga                                                                                      | 1887             | † 1911    | 1890, 1900, 1905, 1910, 1911 (Todesmeldung) |
| Rudolph Raison, Pastor emeritus, in Lassen (1900), in Sperlingshof bei Illuxt (1905)                                                               | 1887             | † 1908    | 1890, 1900, 1905                            |
| Iwan Jegorowitsch Sabelin, Wirklicher Staatsrat, Direktor des Moskauer Museums                                                                     | 1887             | † 1909    | 1890, 1900, 1905                            |
| Andrei Alexandrowitsch Saburow, Staatssekretär und Senator, Mitglied des Reichsrats, in St. Petersburg                                             | 1876             | † 1916    | 1890, 1900, 1905, 1910                      |
| Iwan Iwanowitsch Tolstoi, Vizepräsident der Akademie der Künste, in St. Petersburg                                                                 | 1882             | † 1916    | 1890, 1900, 1905, 1910                      |
| Praskowja Sergejewna Uwarowa, Präsidentin der Moskauer Archäologischen Gesellschaft                                                                | 1887             | † 1924    | 1890, 1900, 1905, 1910                      |
| Iwan Efimowitsch Andrejewski, Direktor des Archäologischen Instituts und Professor emer. in St. Petersburg                                         | 1887             | † 1891    | 1890                                        |
| Nikolaj Kasimirowitsch Boguschewski in Pleskau | 1879             | † 1892    | 1890                                        |
| Arved Konrad von Brasch auf Ropkoy, Landrat | 1888             | † 1899    | 1890                                        |
| Theodor Baron Bühler, Geheimrat, Direktor des Haupt-Staatsarchivs des Ministeriums der auswärtigen Angelegenheiten in Moskau                       | 1875             | † 1896    | 1890, 1895, 1896 (Todesmeldung)             |
| Afanassi Fjodorowitsch Bytschkow, Geheimrat, Vizepräsident der Kaiserl. Archäologischen Gesellschaft in St. Petersburg                             | 1887             | † 1899    | 1890                                        |
| Paul Jordan, Sekretär des statistischen Bureaus in Reval                                                                                           | 1887             | † 1894    | 1890                                        |
| Michael Kapustin, Geheimrat, Kurator des St. Petersburger Lehrbezirks                                                                              | 1883             | † 1899    | 1890                                        |
| Alexander von Keyserling, auf Raiküll in Estland, Hofmeister                                                                                       | 1863             | † 1891    | 1890                                        |
| Ernst Kunik, Akademiker in St. Petersburg | 1860             | † 1899    | 1890                                        |
| Karl Malm, Propst zu Rappel in Estland | 1887             | † 1901    | 1890                                        |
| Alexander von Stackelberg, Senator | 1881             | † 1898    | 1890                                        |
| Leo Meyer, Professor | 1866, resp. 1894 | † 1910    | 1896                                        |
| Wolfgang Schlüter, Privatdozent in Dorpat, Präsident der Gelehrten Estnischen Gesellschaft.                                                        | 1877, resp. 1911 | † 1919    | 1911                                        |
| Eduard Winkelmann, Historiker, Privatdozent Universität Dorpat, Professor in Bern und Heidelberg, Präsident der Gelehrten Estnischen Gesellschaft. | 1869             | † 1896    | 1890                                        |